# Унктехи
Унктехи (енгл. Unktehi) је биће из Минесоте (Сједињене Америчке Државе), које се спомиње у предањима племена Сиукс.

## Опис криптида
Наводно се описује као диносаур из групе Анкилосаурида. Описан је као четвероножна, оклопљена, "рогата" животиња.